# Собор Святой Марии (Ньюкасл-апон-Тайн)
Собор Святой Марии (англ. St Mary’s Cathedral) — католический собор епархии Хексэма и Ньюкасла. Находится на Клейтон-стрит в Ньюкасл-апон-Тайне, церемониальное графство Тайн-энд-Уир, Англия. Неоготический собор спроектирован Огастесом Уэлби Пьюджином и построен в 1842—1844 годах. Является памятником архитектуры I* степени.
В парке при соборе, который был открыт королевой Елизаветой II в 2002 году, установлен памятник кардиналу Бэзилу Джорджу Хьюму. В Ньюкасл-апон-Тайне есть англиканский собор Святого Николая.

## История
Церковь Святой Марии в Ньюкасле открылась в августе 1844 года, и выстроена по проекту Огастеса Уэлби Пьюджина в основном на пожертвования от сообщества бедных иммигрантов на Тайнсайде. Апостольским викарием в Ньюкасл-апон-Тайне в то время был Уильям Ридделл. Витражи в церкви выполнены Уильямом Уэйлсом в 1843 году по эскизам, предоставленным Пьюджином.
Буллой папы Пия IX от 29 сентября 1850 года католическая иерархия в Англии и Уэльсе была восстановлена. Почти вся территория Апостольского викариатства Северного округа стала новой епархией Хексэма. Первым епископом был назначен Уильям Хогарт, а следовательно стал нужен кафедральный собор. Выбор пал на церковь Святой Марии и, таким образом, в 1850 году она приобрела статус кафедрального собора, став первым собором в Ньюкасле, поскольку англиканский собор Святого Николая не был собором до 1882 года.
21 августа 1860 года собор был посвящён святой Марии. В 1861 году название епархии было изменено на епархию Хексэма и Ньюкасла. В 1872 году были добавлены колокольня и шпиль, спроектированные фирмой Dunn & Hansom.